# Cimetière de Raadi

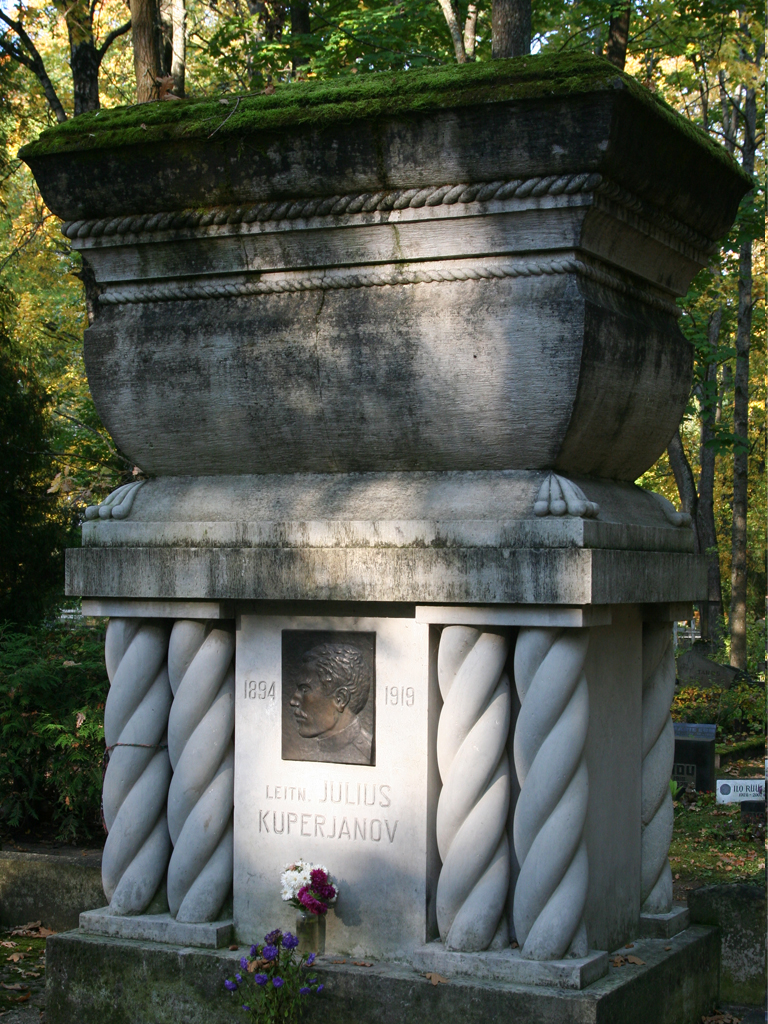
Le monument dédié à Julius Kuperjanov.

Le cimetière de Raadi, (en estonien : Raadi kalmistu) est le plus ancien et le plus grand cimetière de Tartu, en Estonie. 

## Présentation
Créé en 1773, il est situé dans le quartier de Raadi-Kruusamäe. 
De nombreux personnages historiques y sont enterrés. Il est aussi le plus grand cimetière d'Allemands de la Baltique en Estonie après la destruction du Cimetière Kopli de Tallinn. 
Jusqu'en 1841, il a été le seul cimetière de la ville.

## Sections
Le cimetière regroupe plusieurs sections correspondant à d'anciens cimetières historiques.
- Ancien cimetière de Saint-Jean
- cimetière de Saint-Pierre (et)
- cimetière de Sainte-Marie (et)
- cimetière de Ouspensky (et)
- cimetière militaire
- cimetière de l'université de Tartu (et)

## Les origines: 1771-1773
Entre 1771 et 1772, l'impératrice russe Catherine la Grande, émet un édit décrétant que désormais toute personne décédée (quel que soit son statut social ou sa classe d'origine) ne devait plus être enterrée dans une crypte d'église ou dans un cimetière attenant à une église. 
Dans l'ensemble de l'empire russe toutes les inhumations ont alors lieu dans les nouveaux cimetières construits à l'extérieur des villes. 
Ces mesures sont destinées à régler la question du surpeuplement des cryptes d'églises et des cimetières urbains, et elles sont motivées par la multiplication d'épidémies très infectieuses liées à des pratiques funéraires inadaptées dans les zones urbaines et en particulier par la peste noire qui a conduit à l'émeute de la peste à Moscou de 1771. 
Le cimetière est officiellement ouvert le 5 novembre 1773 comme cimetière de la paroisse Saint-Jean. 
Il a également servi de cimetière de l'Université de Tartu. 
La paroisse Sainte-Marie et la congrégation de l'église Orthodoxe russe de la Dormition ont établi leurs cimetières au nord-ouest de celui de la paroisse Saint-Jean dans la même année. 
Il a servi comme seul cimetière de la ville jusqu'en 1841.

## Déclin des sépultures 1939-1944
Les enterrements dans le cimetière ont été considérablement réduits après le transfert de la population allemande de la Baltique à l'ouest de la Pologne vers la fin de 1939. Les enterrements dans le cimetière se font ensuite plus rares jusqu'en 1944, principalement chez les Allemands de la Baltique qui avaient refusé l'appel d'Hitler à quitter la région.

## État actuel
Au début du XXIe siècle, l'expansion de la ville a dépassé les frontières du cimetière et d'autres cimetières sont créés ailleurs dans la ville.

## Inhumations notables
- Betti Alver (1906-1989), poète
- Paul Ariste (1905-1990), linguiste
- Karl Ernst von Baer (1792-1876), biologiste
- Friedrich Soumissionnaire (1810-1894), physiologiste
- Alexander Bunge (1803-1890), botaniste
- Karl Ernst Claus (1796-1864), chimiste et naturaliste
- Karl Gottfried Konstantin Dehio (1851-1927), interniste
- Jaan Eilart (1933-2006), phytogéographe et défenseur de l'environnement
- Friedrich Robert Faehlmann (1798-1850), philologue
- Miina Härma (1864-1941), compositrice
- Gregor von Helmersen (1803-1885), géologue
- Johann Voldemar Jannsen (1819-1890), journaliste et poète
- Harald Keres (1912-2010), physicien
- Friedrich Reinhold Kreutzwald (1803-1882), écrivain
- Olevi Kull (1955-2007), écologiste
- Eerik Kumari (1912-1984), naturaliste et écologiste
- Julius Kuperjanov (1894-1919), commandant militaire
- Oskar Loorits (1900-1961), folkloriste
- Yuri Lotman (1922-1993), sémioticien
- Otto Wilhelm Masing (1763-1832), écrivain
- Uku Masing (1909-1985), philosophe et folkloriste
- Viktor Masing (1925-2001), écologiste
- Zara Mint (1927-1990), écrivain scientifique
- Friedrich Parrot (1791-1841), naturaliste et voyageur
- Ludvig Puusepp (1875-1942), chirurgien
- Edmund Russow (1841-1897), biologiste
- August Sabbe (1909-1978)
- Hermann Guido von Samson-Himmelstjerna (1809-1868), physicien
- Carl Schmidt (1822-1894), chimiste
- Gustav Teichmüller (1832-1888), philosophe
- Hugo Treffner (1845-1912), pédagogue
- Mihkel Veske (1843-1890), poète et linguiste